# Risiera di San Sabba
La Risiera di San Sabba fu un campo di concentramento nazista istituito a Trieste ufficialmente come campo di detenzione di polizia (Polizeihaftlager), unico ad essere dotato di un forno crematorio in tutto il territorio italiano. Servì in particolare ad eliminare gli appartenenti alla Resistenza operanti nel Litorale adriatico (Operationszone Adriatisches Küstenland - OZAK), ma altrettanto importante fu la sua funzione di campo di transito per gli ebrei della regione destinati ai campi di sterminio. Fu un luogo tipico del sistema di terrore nazista, atto da un lato a realizzare la soluzione finale della questione ebraica e a reprimere i cosiddetti "ribelli" (quelli che i tedeschi chiamavano Banditen), dall'altro a sfruttare sistematicamente la popolazione civile.
Oltre ai prigionieri uccisi sul posto o deportati, vi furono rinchiusi anche i civili catturati nei rastrellamenti o destinati ai lavori forzati. L'ammontare complessivo delle vittime di San Sabba è stato ed è tuttora oggetto di discussione: le stime vanno da un minimo di 2000 persone a un massimo di  5000 (anche se quest'ultima stima è considerata "improbabile"), avvelenate dai gas di scarico dei mezzi di trasporto, abbattute con corpi contundenti o - meno frequentemente, secondo le testimonianze processuali - uccise con armi da fuoco. Circa 1450 ebrei deportati dall'OZAK passarono dalla Risiera: di questi solo una ventina fece ritorno. Di 28 ebrei invece è stata accertata l'uccisione all'interno del Lager in quanto considerati non in grado di affrontare il trasporto perché vecchi o malati.
Nel 1965 la Risiera è stata dichiarata monumento nazionale, e nel 1975 è divenuta museo civico.

## Funzione
La Risiera ebbe natura di campo misto, e come tale rappresentò «un ingranaggio dell'apparato concentrazionario nazista creato in Europa, [...] che [...] riprodusse pienamente la complessità» dei grandi campi di sterminio e di concentramento. Secondo Elio Apih il campo fu un «microcosmo delle forme e dei modi della politica nazista di repressione e sterminio». Secondo Raoul Pupo, sebbene non fosse un campo di sterminio (contrariamente a quanto talvolta asserito), la Risiera era «una struttura tipica dell'universo concentrazionario nazista e la sua collocazione a Trieste è una delle conferme di come il Litorale [fosse] considerato altro rispetto all'Italia».
Dopo alcuni mesi di funzionamento, fu costruito un forno crematorio all'interno del lager, progettato da Erwin Lambert, posizionato in una zona altamente strategica come il Litorale adriatico e la cui stabilità era minacciata dalla presenza della Resistenza slovena, croata e italiana; servì quindi all'eliminazione fisica di prigionieri politici, partigiani e civili.
Contribuì poi allo sterminio pianificato degli ebrei soprattutto come campo di transito, smistando i prigionieri verso le destinazioni dello sterminio come Auschwitz. Il transito interessò molti dei 1450 deportati ebrei friulani, giuliani, veneti e croati, mentre solo alcuni (28 almeno) furono uccisi direttamente nel lager.

## Storia
In seguito all'armistizio di Cassibile, le province italiane di Udine, Trieste, Gorizia, Pola, Fiume e Lubiana vennero sottoposte al diretto controllo del Terzo Reich con il nome di Zona d'operazioni del Litorale adriatico (OZAK).
Tale zona faceva parte formalmente della Repubblica sociale italiana, ma l'amministrazione del territorio - considerato come zona d'operazione bellica - fu affidata e sottomessa al controllo dell'alto commissario Friedrich Rainer, già Gauleiter della Carinzia.
Il complesso edilizio della Risiera, costituiva lo stabilimento per la pilatura del riso; era stato costruito nel 1898 nel rione di San Sabba (più correttamente "San Saba") di Trieste, alla periferia della città, e fu trasformato inizialmente in un campo di prigionia provvisorio per i militari italiani catturati dopo l'8 settembre: venne denominato Stalag 339.

Successivamente, al termine dell'ottobre 1943, il complesso della Risiera divenne un Polizeihaftlager (campo di detenzione di polizia), utilizzato come centro di raccolta di detenuti in attesa di essere deportati in Germania ed in Polonia. 
(Storica/National Geographic, La Risiera di San Sabba.)
La Risiera di San Sabba veniva utilizzata anche per la detenzione e/o eliminazione di partigiani e oppositori politici, Testimoni di Geova ed ebrei destinati alla deportazione ma che venivano considerati “non trasportabili”.
(Sito web della Comunità Ebraica di Trieste)
La Risiera di San Sabba veniva inoltre utilizzata come deposito dei beni razziati e sequestrati ai deportati ed ai condannati a morte.
Supervisore della risiera fu l'ufficiale delle SS Odilo Globočnik, triestino di nascita, in precedenza stretto collaboratore di Reinhard Heydrich e responsabile dei campi di sterminio attivati nel Governatorato Generale, nel quadro dell'operazione Reinhard, in cui erano stati uccisi oltre 1,2 milioni di ebrei. Nella sua attività era aiutato da membri dell'Einsatzkommando Reinhard, guidati da August Dietrich Allers, mentre Joseph Oberhauser era il comandante della risiera. Entrambi avevano iniziato operando nel Tiergarten 4, che in Germania e Austria organizzava l'eutanasia dei minorati mentali e fisici (100.000 secondo il tribunale di Norimberga) e proseguito nei campi di Treblinka, Sobibor e Belzec.

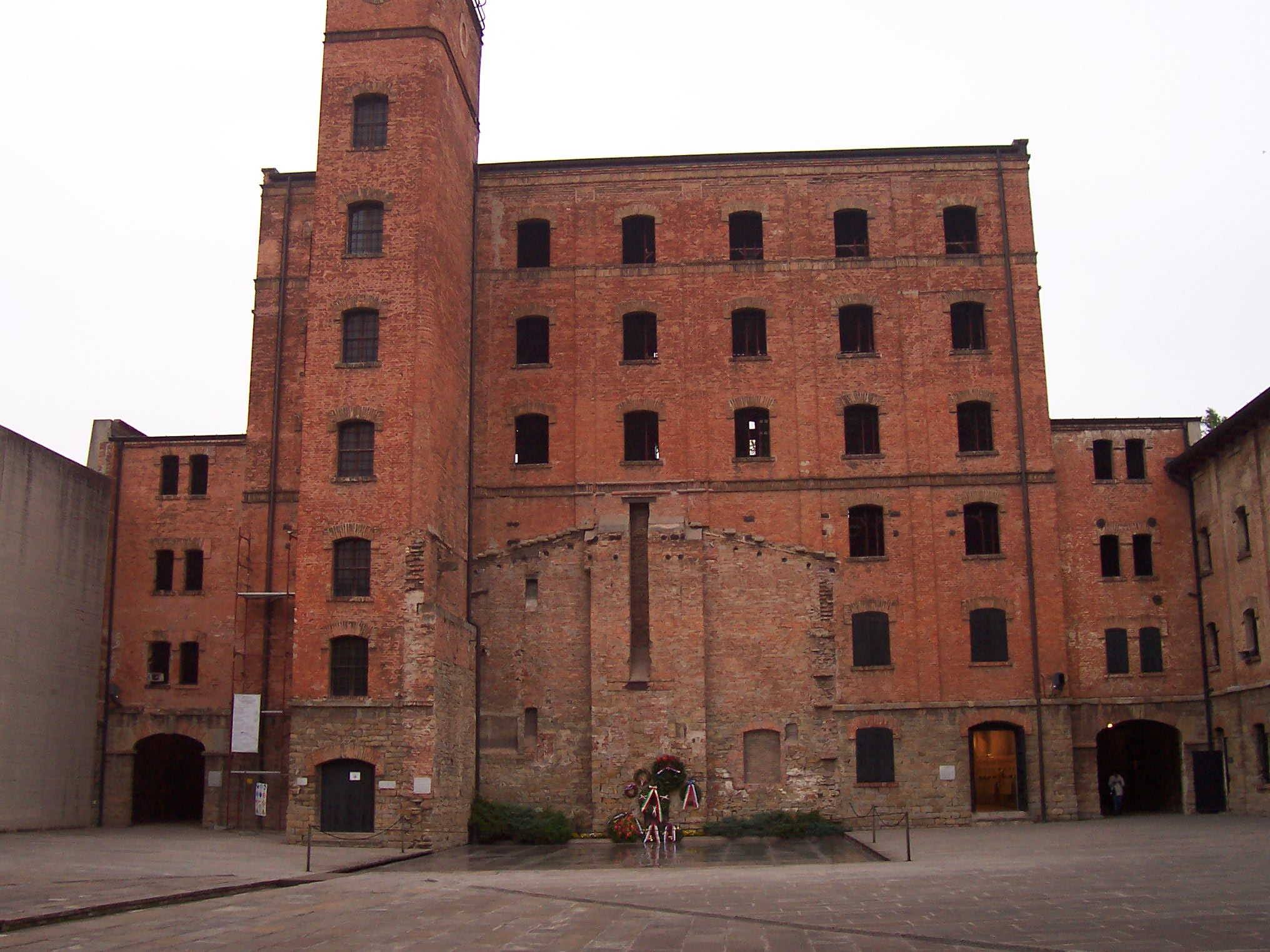
Il luogo dove si trovava il forno crematorio

Per i cittadini incarcerati nella risiera intervenne in molti casi, presso le autorità germaniche, il vescovo di Trieste, monsignor Santin; in alcuni casi con una soluzione positiva (liberazione di Giani Stuparich e famiglia), ma in altri senza successo.
I nazisti, dopo aver utilizzato per le esecuzioni i più svariati metodi, come la morte per gassazione utilizzando automezzi appositamente attrezzati, si servirono all'inizio del 1944 dell'essiccatoio della risiera, prima di trasformarlo definitivamente in un forno crematorio. L'impianto venne utilizzato per lo smaltimento dei cadaveri a partire dal 6 aprile 1944, quando vennero cremati una settantina di cadaveri di ostaggi fucilati il giorno precedente a Villa Opicina. Vi furono diversi casi, come quelli delle partigiane Cecilia Deganutti e Virginia Tonelli, in cui i prigionieri furono bruciati vivi.
La risiera, oltre ad essere usata come campo di smistamento di oltre 8000 deportati provenienti dalle province orientali destinati agli altri campi di concentramento nazisti ― soprattutto ebrei destinati al campo di concentramento di Auschwitz, fu quindi adoperata in parte anche come luogo di detenzione, tortura ed eliminazione di detenuti sospettati di attività sovversiva nei confronti del regime nazista e di ebrei considerati “non trasportabili”. Alcuni italiani delatori parteciparono attivamente nel segnalare gli ebrei triestini alle autorità naziste: il più conosciuto tra loro è sicuramente Mauro Grini, il quale, servendosi di una rete di collaboratori, consegnò ai nazisti, secondo lo storico Simon Levis Sullam, circa 300 ebrei.
Il forno crematorio e la connessa ciminiera furono abbattuti con esplosivi dai nazisti in fuga nella notte tra il 29 e il 30 aprile 1945, nel tentativo di eliminare le prove dei loro crimini, ma sono stati descritti successivamente dai prigionieri testimoni del campo. Tra le rovine furono ritrovate ossa e ceneri umane. Sul medesimo luogo, a ricordo, sorge oggi una struttura commemorativa costituita da una piastra metallica sul posto dove sorgeva il forno crematorio e da una stele che ricorda la presenza della ciminiera.
Le esecuzioni avvenivano per gasazione attraverso automezzi appositamente attrezzati o con un colpo di mazza alla nuca (ritrovata e custodita sino al 1977 nel museo della risiera, rubata poi l'anno successivo) o per fucilazione. Non disponendo di dati certi, una stima approssimativa fa ammontare ad almeno cinquemila il numero totale delle esecuzioni.

### Nel dopoguerra

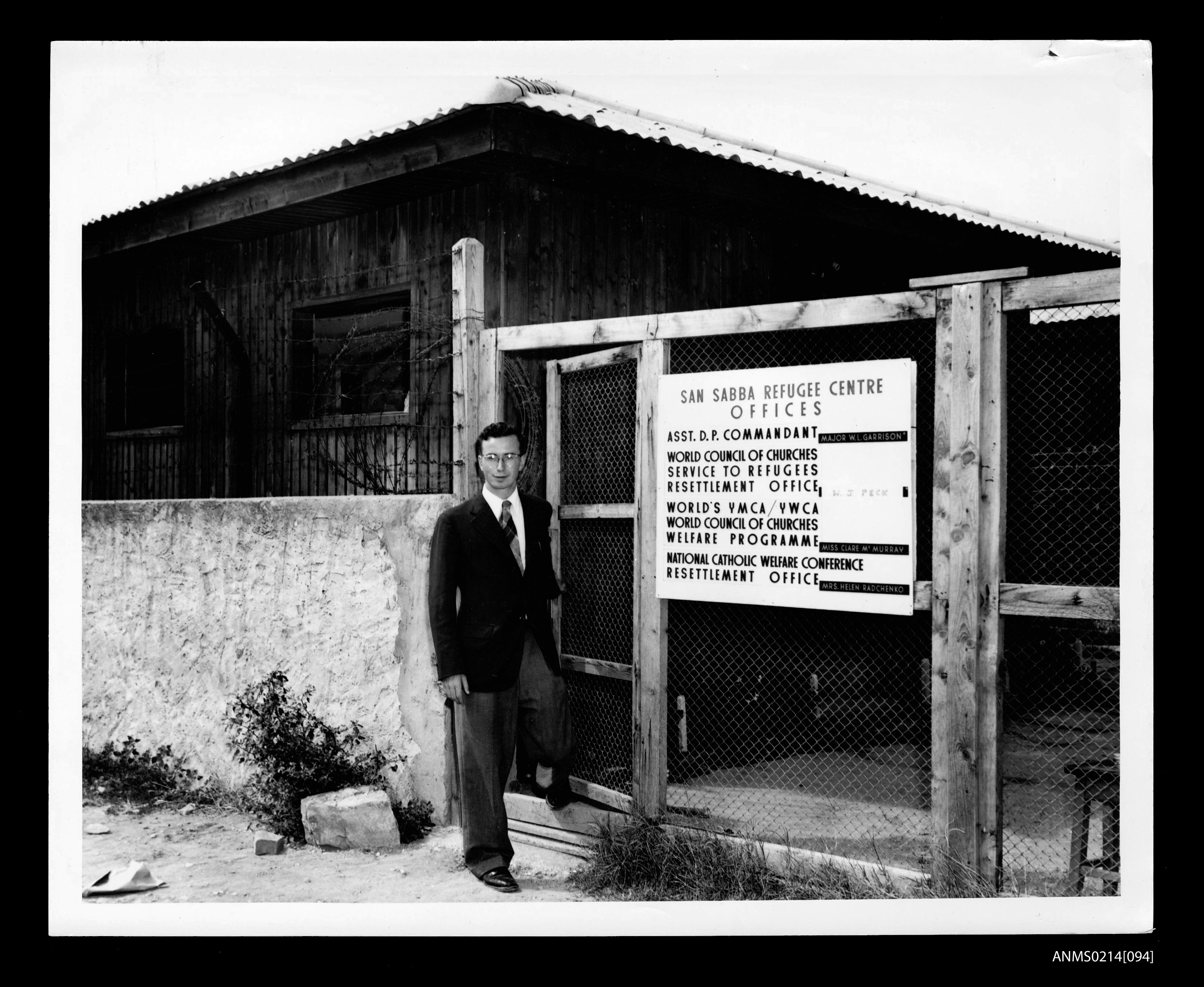
Il centro per rifugiati istriani di San Sabba

Finita la guerra, durante l'occupazione alleata di Trieste e nel Territorio Libero di Trieste la struttura fu utilizzata come centro di accoglienza dei rifugiati italiani dell'esodo giuliano-dalmata.
Con il D.P.R. n. 510 del 15 aprile 1965 il presidente Giuseppe Saragat dichiarò la risiera di san Sabba monumento nazionale, quale "unico esempio di lager nazista in Italia".
Nel 1975 la RAI produsse un documentario-inchiesta sulla risiera, a cura di Emilio Ravel, per il programma AZ, un fatto come e perché.

### Il processo
Il 16 febbraio 1976 davanti alla corte d'assise di Trieste prese il via il processo nei confronti dei responsabili, per il quale erano stati necessari trent'anni di istruttoria. Nel processo si costituirono 60 parti civili, fra cui parenti delle vittime e Pietro Caleffi, presidente dell'Associazione nazionale ex deportati nei campi nazisti, rappresentate da 30 avvocati.
Tra gli altri, erano accusati di omicidio plurimo pluriaggravato continuato il comandante della risiera, Joseph Oberhauser, e il suo diretto superiore, l'avvocato August Dietrich Allers. Altri responsabili erano stati giustiziati dai partigiani alla fine della seconda guerra mondiale o erano morti nel corso dell'istruttoria. Allers morì nel marzo del 1975. Alla fine del processo, conclusosi il 29 aprile 1976, venne condannato in contumacia il solo Oberhauser, che tuttavia non scontò mai la pena: la giustizia italiana non poté chiederne l’estradizione a causa degli accordi italo-tedeschi in merito, che permettono l'estradizione solamente per i crimini commessi dopo il 1948. Oberhauser rimase libero, lavorando in una birreria di Monaco di Baviera, fino alla morte, avvenuta il 22 novembre 1979 a 65 anni. La sentenza venne confermata in secondo grado il 28 febbraio 1978.

## La memoria: il museo e gli edifici della risiera
Inaugurato nel 1975, il museo venne «ristrutturato su progetto dell’architetto Romano Boico». In un opuscolo del Memoriale, Boico descrisse il suo progetto in questi termini:
(Romano Boico)
Nel campo erano presenti diversi edifici che oggi non esistono più. In seguito alla trasformazione in campo profughi per gli esuli giuliano-dalmati nel 1945 e alla ristrutturazione e trasformazione in "monumento nazionale", ad oggi sono visibili:
- La "cella della morte" dove venivano rinchiusi i prigionieri portati dalle carceri o catturati in rastrellamenti e destinati ad essere uccisi e cremati nel giro di poche ore.
- Le diciassette celle nelle quali venivano rinchiusi fino a sei prigionieri, riservate particolarmente agli sloveni e croati, ai partigiani, ai politici, agli ebrei, destinati all'esecuzione a distanza di giorni o di alcune settimane. Le due prime celle venivano usate per la tortura e per la raccolta del materiale prelevato ai prigionieri. Vi sono stati ritrovati, fra l'altro, migliaia di documenti d'identità sequestrati non solo ai detenuti e ai deportati, ma anche alle persone inviate al lavoro coatto.
- L'edificio di quattro piani dove venivano rinchiusi in ampie camerate gli ebrei ed i prigionieri civili e militari destinati per lo più alla deportazione in Germania: uomini e donne di tutte le età e bambini anche di pochi mesi. Da qui finirono a Dachau, Auschwitz, Mauthausen, Bergen-Belsen[32] verso un destino che solo pochi hanno potuto evitare.
- Nell'edificio centrale - un tempo usato come caserma - si trovano il forno crematorio con a fianco il museo: all'epoca i locali dell'attuale museo erano utilizzati come obitorio.